# Pterodroma brevipes
Pterodroma brevipes е вид птица от семейство Procellariidae. Видът е световно застрашен, със статут Уязвим.

## Разпространение
Видът е разпространен във Вануату и Фиджи.